# Gilles Brassard
Gilles Brassard (Montreal, 1955) é um criptologista canadense. 
Estudou na Universidade de Montreal, em 1975, e obteve seu doutorado em ciência da computação pela Universidade Cornell em 1979, trabalhando no campo da criptografia com John Hopcroft como seu supervisor. É um membro do corpo docente da Universidade de Montreal desde então, onde se tornou professor titular em 1988.
Brassard é mais conhecido por seu trabalho fundamental na criptografia quântica, teletransporte quântico, entrelaçamento quântico e na simulação clássica de entrelaçamento quântico. Alguns destes conceitos são ainda teóricos, mas outros têm sido implementados no laboratório.
Em 1984, juntamente com Charles H. Bennett, inventou o protocolo BB84  de criptografia quântica. Mais tarde, estendeu o seu trabalho para incluir o protocolo de correção de erros em cascata, que realiza a detecção e correção eficiente do ruído causado pela espionagem de sinais de criptografia quântica.